# Jack Hartnett
Jack Hartnett (geb. 5. Oktober 1975) ist ein US-amerikanischer Schauspieler und Filmproduzent.

## Leben
Hartnetts erhielt 1999 seine erste Rolle in Friends, First and Foremost als Billy. Im Jahr darauf war er als gutaussehender Mann in der Fernsehserie Sex and the City zu sehen. In Shortcut to Happiness (2003), einer Neuverfilmung von Der Teufel und Daniel Webster aus dem Jahr 1941, stand er neben Anthony Hopkins, Alec Baldwin und Jennifer Love Hewitt vor der Kamera. In der Filmkomödie Hitch – Der Date Doktor, mit Will Smith und Kevin James in den Hauptrollen, erhielt er die Rolle des Tom Reda. Des Weiteren spielte Hartnett in Fernsehfilmen wie My Sexiest Mistake und Stranded Hauptrollen. Im Jahr 2007 stand er mit seiner Ehefrau Blanca Soto, die er im gleichen Jahr heiratete, in dem Kurzfilm La vida blanca vor der Kamera, wofür er das Drehbuch verfasste und zudem für den kreativen Bereich als Regisseur und Produzent tätig war. Der Film wurde auf dem New York International Independent Film & Video Festival mit dem Grand Jury Preis in der Kategorie Bester Kurzfilm ausgezeichnet. Für den Kurzfilm I Won’t Be Your Mirror arbeitete er als Koproduzent.

## Filmografie
- 1999: Friends, First and Foremost
- 2000: Sex and the City (Fernsehserie, Folge 3x18 Gute Nachbarschaft)
- 2003: Shortcut to Happiness (The Devil and Daniel Webster)
- 2004: My Sexiest Mistake (Fernsehfilm)
- 2005: This Revolution
- 2005: Hitch – Der Date Doktor (Hitch)
- 2006: Stranded (Fernsehfilm)
- 2007: La vida blanca (Kurzfilm)
- 2010: Regresa